# HSC-4
4ème Escadron d'hélicoptères de combat maritime
Le HSC-4 (HSC est l'acronyme de Helicopter Sea Combat 4 ou HELSEACOMBATRON 4) est un escadron d'hélicoptères de la marine américaine basé à la Naval Air Station North Island et servant à bord des porte-avions.
Surnommés Black Knights (les « chevaliers noirs »), les hélicoptères utilisés dans les années 2010 par l'escadron sont des Sikorsky SH-60 Seahawk.
Historiquement, l'escadron est notamment connu pour avoir utilisé l'Helicopter 66, un Sikorsky SH-3 Sea King utilisé à la fin des années 1960 et au début des années 1970 pour la récupération en mer des astronautes du programme Apollo qui sera piloté entre autres par Donald S. Jones, futur vice-amiral.
Créé le 30 juin 1952, l'escadron était à l'origine connu comme le HS-4.

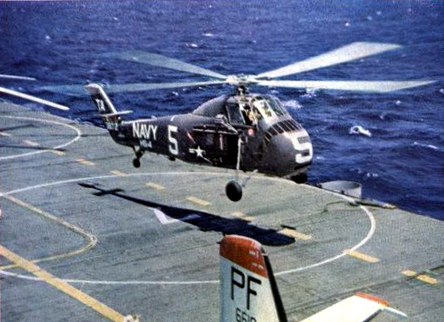
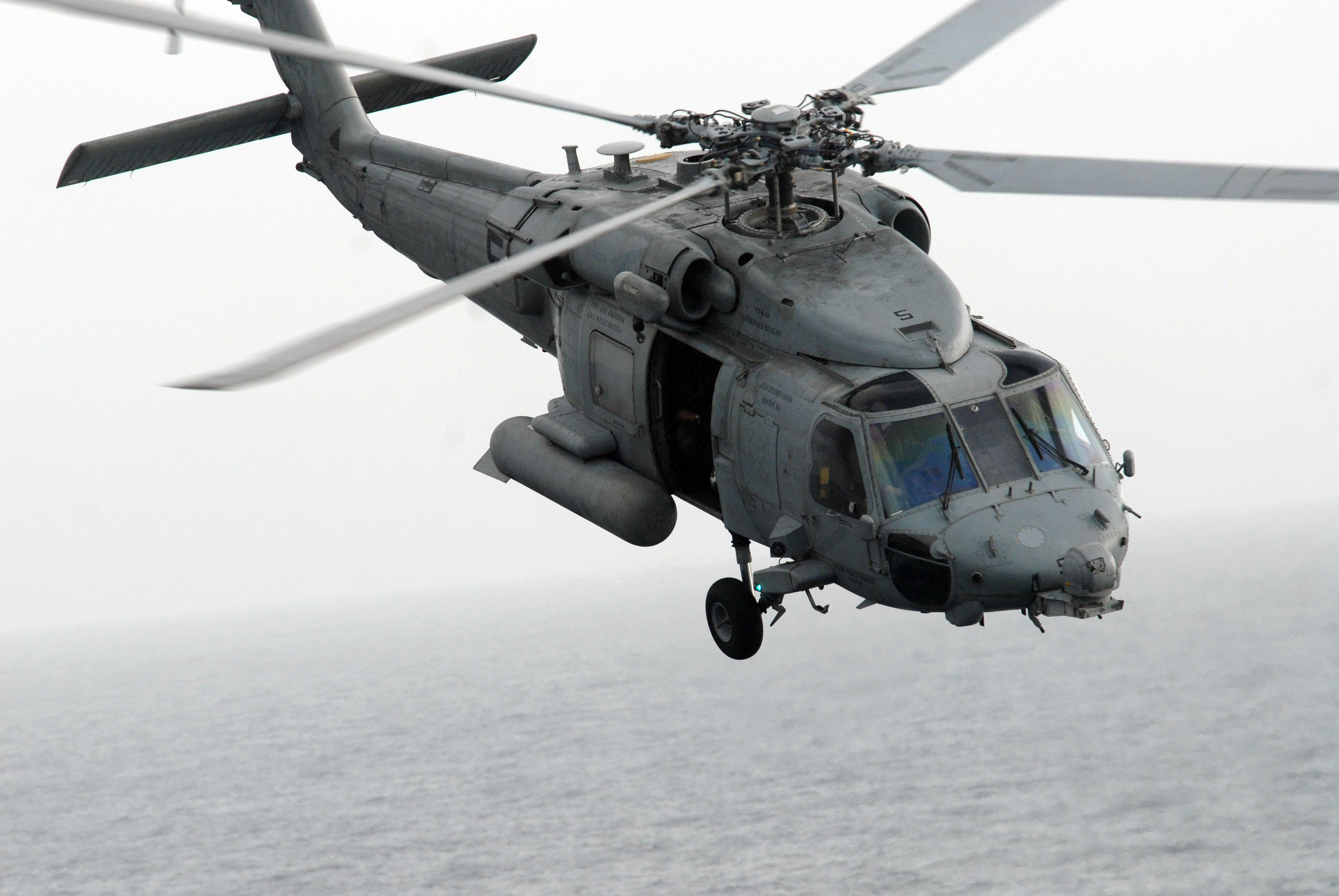
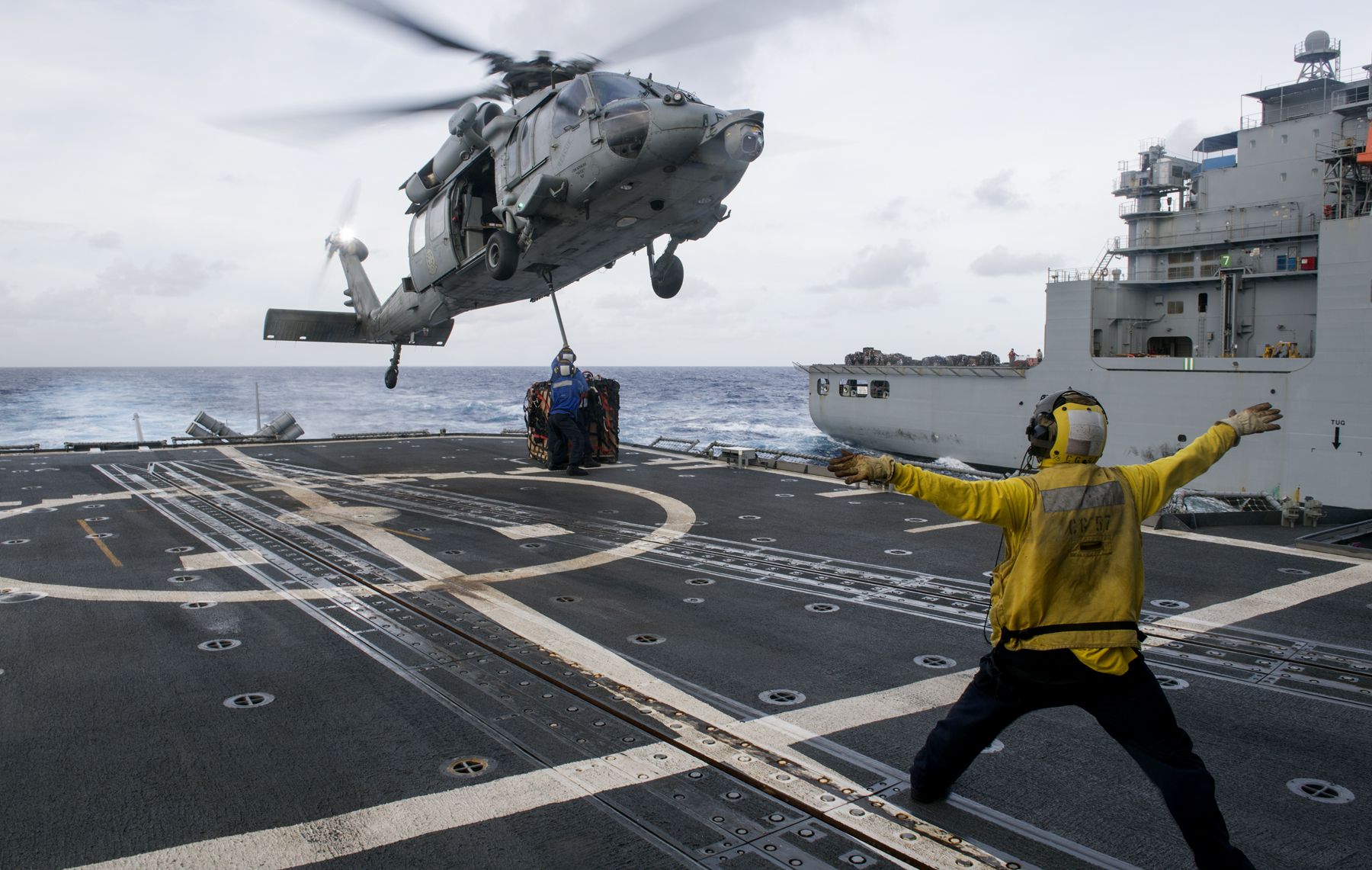
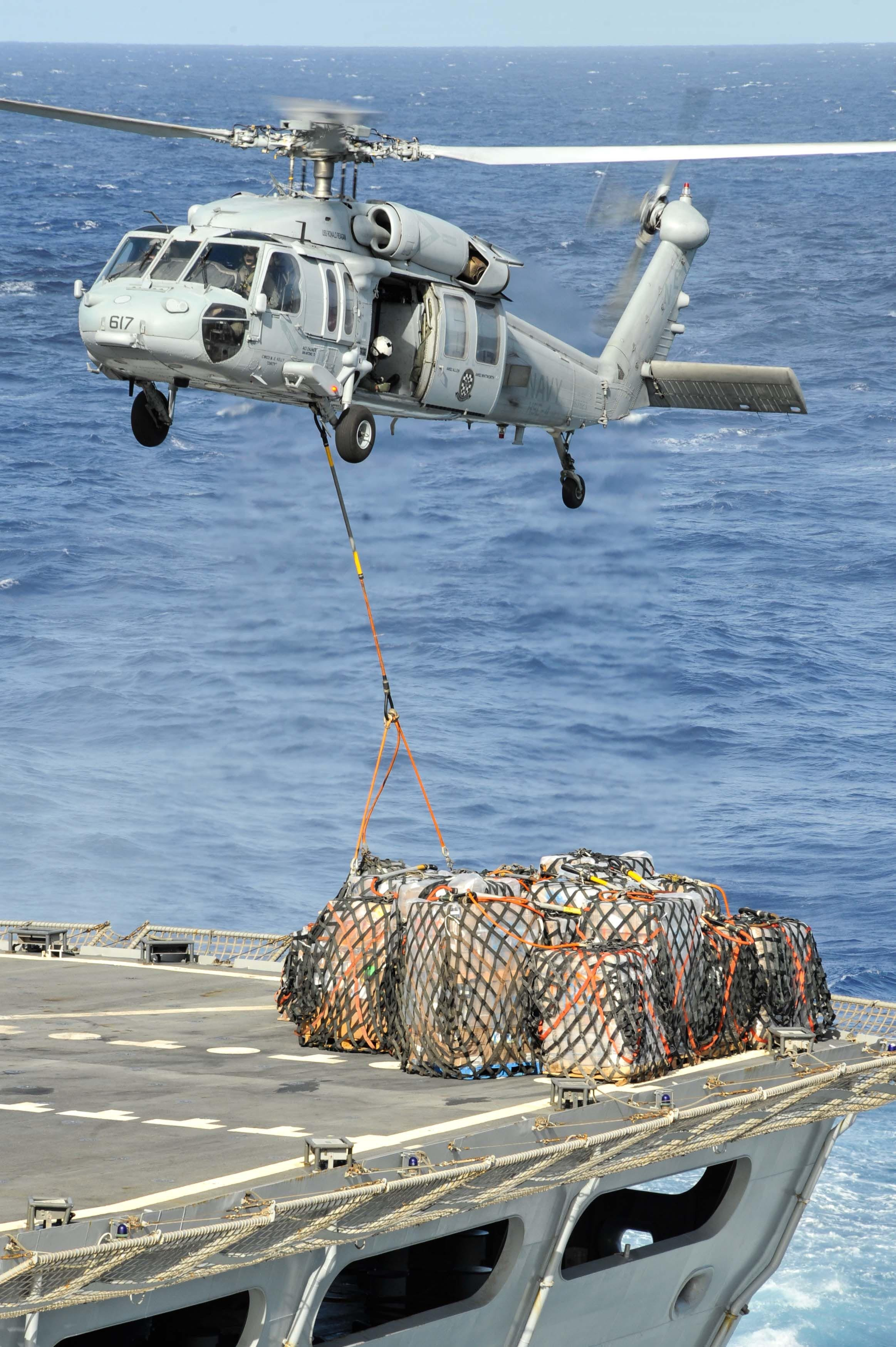
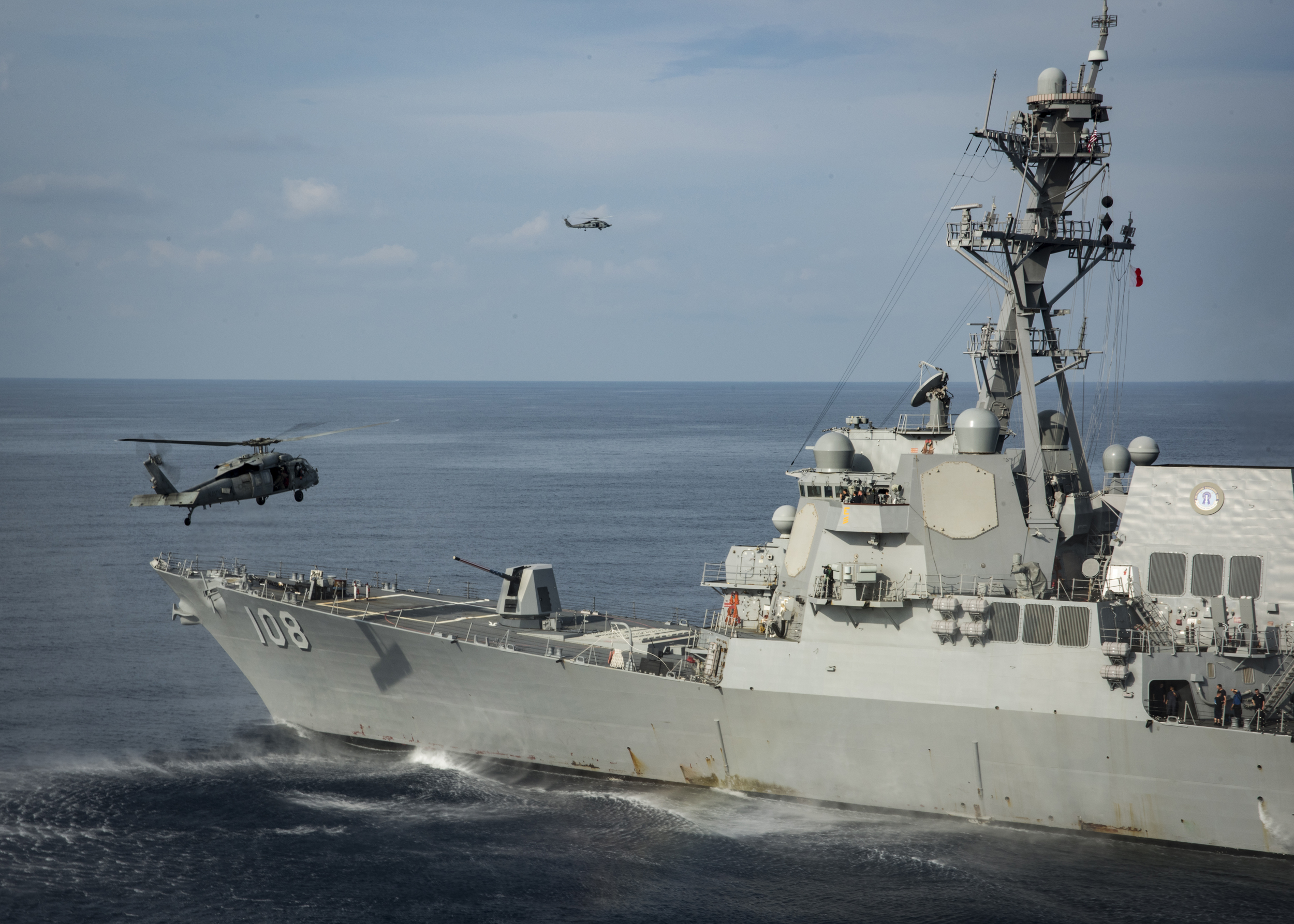
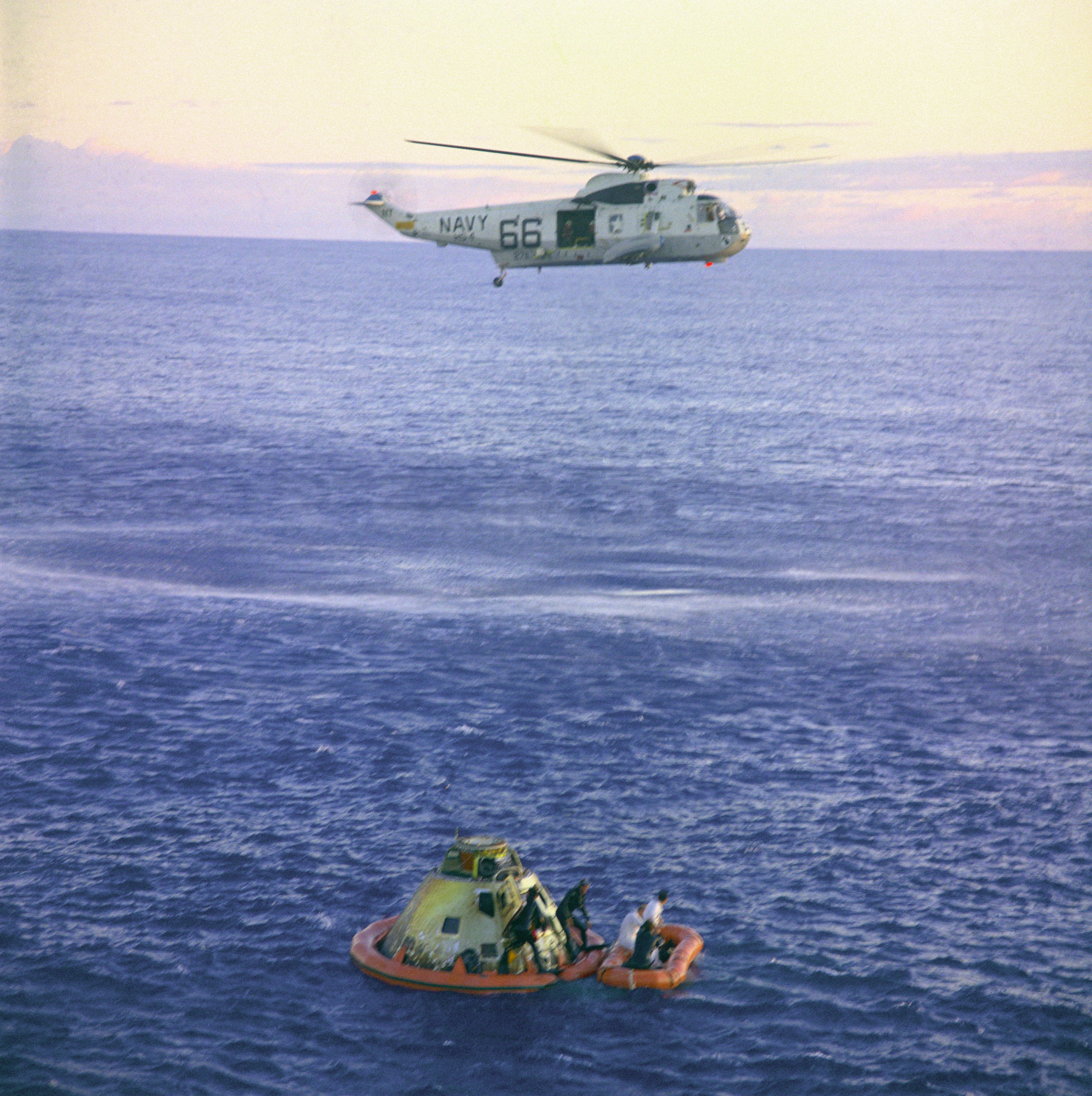
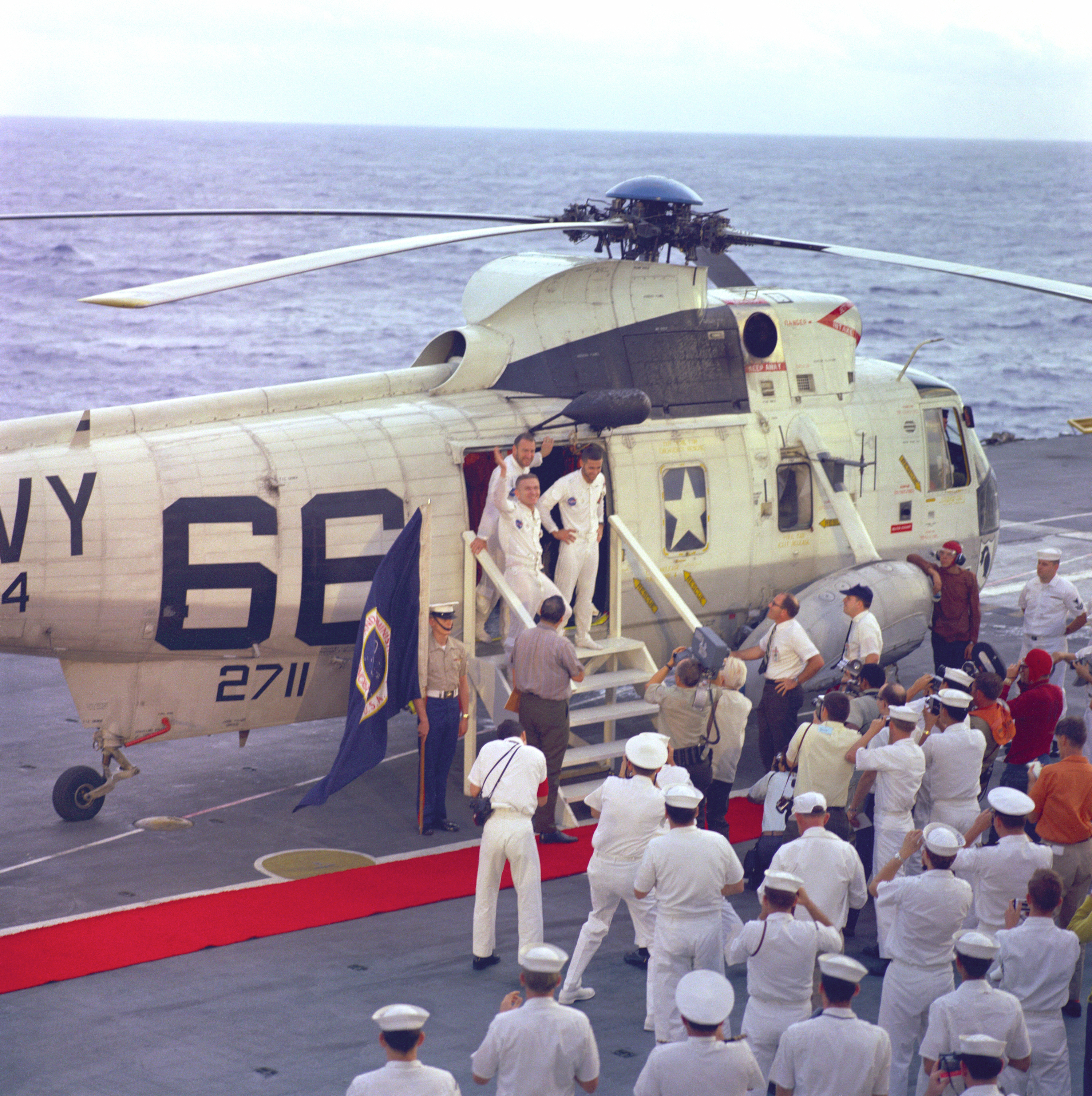